# アンティポロ駅
アンティポロ駅（アンティポロえき、英語: Antipolo station）は、フィリピン・リサール州のアンティポロ市にあるマニラLRT2号線の駅である。同線の起点となっており、マニラLRTでは唯一マニラ首都圏外に存在する駅である。

## 歴史
- 2017年5月：当駅の工事に着手[1]。当初の仮駅名は「マシナグ駅（Masinag station）」であった。
- 2021年
  - 1月：正式な駅名が決定。
  - 7月5日：サントラン駅 - 当駅間開業に伴い開設。LRT2号線の終着駅となる[2]。

## 駅構造
相対式ホーム2面2線を有する高架駅である。将来の延伸を見越して建設されている。

## 駅周辺
- SM City Masinag
- Ayala Malls Marikina